# Maria Waldmann
Maria Waldmann (Vienna, 19 novembre 1845 – Ferrara, 6 novembre 1920) è stata un mezzosoprano austriaca molto apprezzata da Giuseppe Verdi.

## Biografia

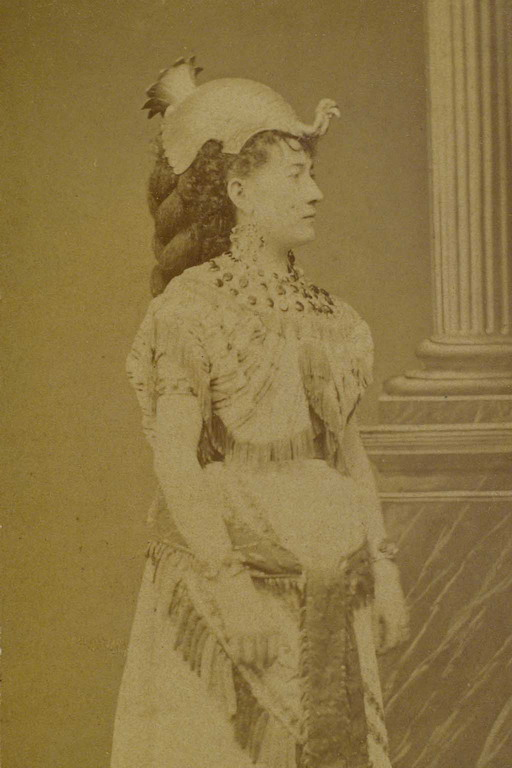
Maria Waldmann nei panni di Amneris nellAida, Parma, 1872

Maria Waldmann nacque a Vienna nel 1844 e studiò con Francesco Lamperti. Dedicò la propria carriera al repertorio italiano dei mezzosoprano. Lavorò con Teresa Stolz nel settembre 1869 in una produzione di Don Carlo al Teatro Verdi di Trieste. 
Il 23 aprile 1871 è Donna Giovanna nella prima rappresentazione nel Teatro San Carlo di Napoli di Ruy Blas di Filippo Marchetti diretta dal compositore.
In seguito cantò a Mosca ed alla Scala di Milano dove, tra il 1871 ed il 1872, apparve sia in La forza del destino che nella première europea dell'Aida (8 febbraio 1872), nel ruolo di Amneris, accanto all'amica Teresa Stolz nel ruolo di Aida. A dispetto dell'iniziale riluttanza di Verdi nei suoi confronti, la Waldmann divenne una delle sue preferite Amneris.
È ancora Amneris nelle prime rappresentazioni il 20 aprile 1872 al Teatro Regio di Parma con la Stolz e sempre con lei, il 30 marzo 1873 nella prima rappresentazione nel Teatro San Carlo di Napoli, il 29 aprile 1874 nel Kaiserl.-Königl.-Hofoperntheater di Vienna diretta dal compositore, il 22 aprile 1876 nella Salle Ventadour du Théâtre de la comédie italienne' di Parigi di nuovo con la Stolz ed Édouard de Reszke, diretta da Verdi.
Il 23 maggio 1872 è Zaida nella ripresa nel Teatro Regio di Parma di "Don Sebastiano re del Portogallo" (o Dom Sébastien) di Gaetano Donizetti.
Nel 1874, fu nuovamente scelta da Verdi per il Requiem, che proprio pensando alla sua voce scrisse la sezione del Liber scriptus. Verdi infatti apprezzava particolarmente i ricchi e scuri colori del registro da contralto della Waldmann. Con Angelo Masini, Achille Medini e la Stolz, partecipò così alla prima esecuzione assoluta con successo nella Chiesa di San Marco a Milano diretta dal compositore, alla prima esecuzione nel Teatro alla Scala diretta da Verdi ed alla tournée in Austria, Francia nella prima esecuzione assoluta con successo nel Théâtre national de l'Opéra-Comique di Parigi diretta dal compositore ed in Inghilterra della Messa da requiem.
Maria Waldmann si ritirò dalle scene molto presto, all'età di appena trentun'anni, dopo aver sposato il duca Galeazzo Massari. La coppia visse a Palazzo Massari, su Corso Porta Mare. Nonostante il ritiro, Maria Waldmann rimase legata a Verdi e a sua moglie per molti anni mantenendo con loro una corrispondenza durata quasi sino alla morte del compositore.
Galeazzo Massari morì nel 1902 mentre Maria il 6 novembre del 1920, anch'essa a Ferrara.